# Illes Flegrees
Les illes Flegrees (italià  Isole Flegree ) són un arxipèlag de la Itàlia meridional, que comprèn les illes de Ischia, Procida, Vivara i Nisida.
L'illa de Capri, també situada al golf de Nàpols, no s'inclou generalment a l'arxipèlag Flegreu, al no pertànyer a l'àrea geològica Flegrea.
Administrativament, les illes pertanyen a la Ciutat metropolitana de Nàpols, a la regió de Campània.
El nom deriva de la comuna pertinença d'aquestes illes a la zona geològica dels Camps Flegreus.
L'illa de Capri, tot i que situada al golf de Nàpols, en general no s'inclou dins l'arxipèlag Flegreu, quant pertany a una altra àrea geològica.
Les illes Flegrees i Capri de fet venen definides amb el nom de Arxipèlag Campano (o també Napolità ); més rarament fins i tot com  Illes Partenopeas , locució que venia donada un temps també a les Poncianes (abans de la institució de la província de Latina les respectives comunitats pertanyen de fet a la província de Terra di Lavoro, i abans fins i tot a la província de Nàpols).
En època clàssica les illes Flegrees van ser anomenades, en grec,  Pithecussae , és a dir,  Illes dels Simis . El  mite, d'origen grec, relata de fet que dos bandolers Cercopes de Efes, fent burla de Zeus, van ser d'aquesta manera castigats, transformats en simis i relegats a les illes de  Aenaria  (Ischia) i  Prochyta  (Procida).
Un altre mite grec, que contrasta amb l'anterior, diu que Zeus estava combatent amb dos titans, un anomenat Tifeo i l'altre Mimante. La trobada va acabar amb la derrota dels dos titans, que, com a càstig, van ser sepultats sota dos blocs de roca: precisament, Tifeo sota Ischia i Mimante sota Prócida. Aquesta versió de el mite podria ser important pel que fa probable resposta dels antics grecs al misteri (per a ells) del vulcanisme de tota la zona: les terres serien així coses mutables a causa de la constant intervenció d'una divinitat.